# Отвес
Отвесът или шаул е инструмент за визуално определяне на перпендикулярност спрямо хоризонтална равнина. Този инструмент с форма на конус или цилиндър е един от древните измерителни инструменти. Обърнат с острия край надолу при измерване, отвесът се използва в строителството, монтажа на конструкции и геодезията.

## Принцип на измерването
Всяко тяло, поради масата си е подложено на силата на земното привличане. Гравитацията е в основата на идеята за създаването и използването на отвеса. Във всяка точка от земната повърхност тази сила е вертикална на повърхността, което е и условието за вертикалността при измерването с отвеса. Това е установено в древността и отвесът е създаден без да са били известни теоретични или количествени оценки за земното привличане.

## Конструкция
Отвесът се изработва от масивно парче метал – желязо или месинг, с форма на конус, цилиндър или с продълговата форма със сечение на многоъгълник. Завършва с конус със заострен връх, което позволява да се позиционира върху точка или да се маркира такава върху хоризонталната повърхнина. Изработва се разглобяем, за да се постави измервателен канап с различа дължина към отвеса в зависимост от приложението му. Основното изискане към уреда е масата му да е симетрично разположена спрямо оста и точката на окачване на канапа. В строителството, при ремонтни работи и монтажна дейност се използва и квадратна дистанционна плочка с централен отвор за канапа. Страната на този квадрат е равна или малко по-голяма от диаметъра на отвеса.
Теглото на отвеса е от 200 до 500 gr, а дължината на канапа е до 2,5 m. Тежкият отвес не се влияе и не е чувствителен към въздушни течения, а при измерване по-бързо затихват колебанията му на махало при първоначалното позициониране и застава в необходимата вертикална измервателна позиция.

## Използване
Най-масовото използване на отвеса е в строителството и геодезическите измервания. Наличието на плочка в комплекта отвес-канап спомага при измерването в строителството, плочката да отдели отвеса на едно много малко разстояние, така че да не се допира до измерваната повърхност и да се направи окомерна оценка за отклонението от вертикалата.
При геодезическите измервания, отвесът се поставя под триножника на измервателния уред, за да се позиционира точно върху точката приета за измервателна станция върху земната повърхност. В някои съвременни геодезически уреди отвесът се заменя с оптична тръба, изпълняваща функциите на оптичен отвес за позициониране над измервателната станция.
До създаването на водна либела, отвес поставен на върха на конструкция на равнобедрен или равностранен триъгълник е използван за установяване на хоризонталността на една повърхност. Уредът се поставя върху измерваната повърхност и се приема че тя е хоризонтална, когато отвесът показва точно маркираната средна точка на тази страна.
В съвременното строителство се използват оптични измервателни инструменти (напр. теодолит) за определяне перпендикулярността при строителството на високи сгради или при монтажа на сложни конструкции. Независимо от това малките габарити, ниската цена и възможността за контрол по всяко време, прави отвесът все още приложим и не е изхвърлен от употреба.

## Галерия
- Използване на оловен отвес като измервателно средство за нивелиране (Roque Saint Christophe в Dordogne, Франция)
- Схема за използване на отвеса в строителството
- Измерване със стар оловен отвес и дистанционен цилиндър